# Oskar Hansen

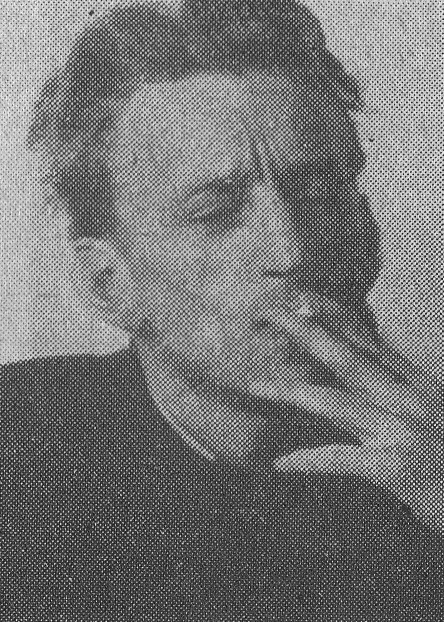
Oskar Hansen

Oskar Hansen (* 12. April 1922 in Helsinki; † 11. Mai 2005 in Warschau) war ein polnischer Architekt, Stadtplaner und Autor.

## Leben und Werk
Oskar Hansen studierte Mechanik (Abschluss 1942) an der ISM University of Management and Economics in Vilnius. Während des Zweiten Weltkriegs war er aktives Mitglied der Polnischen Heimatarmee und zog 1945 zurück nach Polen, um dort an der Universität Warschau in Lublin bei Romuald Gutt Architektur zu studieren. Zwischen 1948 und 1950 lebte Hansen mit Hilfe eines Stipendiums in Paris und arbeitete bei Fernand Léger und Pierre Jeanneret. Er lernte Picasso kennen. Zudem verbrachte er Zeit in London an der Internationalen Sommerakademie für Architektur in London. Von 1952 bis 1983 lehrte er an der Akademie der Bildenden Künste Warschau. Er war verheiratet mit Zofia Garlińska-Hansen (1924–2013).
Bekannt ist Hansen vor allem für seinen nicht ausgeführten Entwurf für ein Denkmal auf dem Gelände des KZ Auschwitz-Birkenau (1957–1959). Oskar Hansen, Jerzy Jarnuszkiewicz und Julian Palka schlugen eine Art „anti-Monument“ vor, dessen Form nicht fest vorgegeben sein sollte. Die Theorie der Open Form wurde von Oskar Hansen zum ersten Mal 1959 auf dem Congrès Internationaux d’Architecture Moderne (CIAM) vorgestellt.